# جودي باتون
جودي باتون (بالإنجليزية: Judi Patton)‏ هي ناشطة حقوق المرأة ‏ أمريكية، ولدت في 23 نوفمبر 1940 في مقاطعة ماغوفين في الولايات المتحدة.